# チョウセンブナ
チョウセンブナ（朝鮮鮒、Macropodus ocellatus）は、スズキ目オスフロネムス科の淡水魚の一種である。別名、ジシンブナ、トウギョ。

## 形態
全長5-7cm。体は側扁している。背鰭、尻鰭の基底は長い。尾鰭の後縁は丸みを帯び、鰓蓋後縁に青色斑がある。産卵期のオスは、背鰭、尻鰭、尾鰭が著しく伸び、全ての鰭が青の美しい婚姻色となる。名にフナと付くがコイ目のフナとは別種であり、近縁のベタやタイワンキンギョと同じように、鰓膣上部に鰭弓上皮が変形した迷路状器官（迷路器官ともいう）という器官があり、これで空中の酸素を取り込む。このため、低酸素環境でも生きられる。

## 分布
中国の長江以北およびアムール川以南、朝鮮半島西部に分布している。
日本には1914年（大正3年）に朝鮮から観賞用として移入されたが、関東で1917年（大正6年）に発生した洪水によって飼育個体が野外に流出、霞ヶ浦では1930年（昭和5年）に棲息が初確認された。1937年（昭和12年）の調査では、南東北から中部地方、岡山県にかけての12都県で棲息が確認され、戦後も各地に移殖されたと見られるが、都市化や圃場整備による環境変化で棲息数を減らし、21世紀以降は茨城県、新潟県、長野県、愛知県、岡山県の一部水系で確認されるのみとなっている。

## 生態
本種は水田や用水路、平野部の池など、止水か流れが弱い環境に生息している。後述するように水面に巣を作る性質があるため、流れが速い川などでは繁殖が難しい。
繁殖期は6-7月。オスは浮草の間に口から泡を出して巣を作る。オスとメスは腹を上にして産卵、放精し、卵と稚魚はオスが保護する。
食性は主に、動物プランクトンやアカムシ、イトミミズなどを食す。

## 利用
観賞魚として飼育されている。流通量は多くないが、捕獲個体のほかに繁殖個体も市販されている。